# 三浦拓実
三浦 拓実（みうら たくみ、1974年3月4日 - ）は、日本のアナウンサー。北海道札幌市出身。日本放送協会（NHK）元局員。現在、日経ラジオ社（ラジオNIKKEI）に在職中。

## 来歴
北嶺高等学校（1期生）、横浜国立大学教育学部卒業。
大学在学中にラジオNIKKEI主催のレースアナウンサー養成講座を第1期生として受講。当時同社の社員だった白川次郎から指導を受ける。
大学卒業後の1997年、NHKに入局（主な同期に和田政宗（現・自民党参議院議員）・登坂淳一・大木浩司ら）。初任地は函館。主にスポーツ中継を担当した。
2021年12月、協会の早期退職優遇制度を利用して退局し、翌2022年1月にラジオNIKKEIへ移籍。同年3月6日から『中央競馬実況中継』のレース実況を担当している。
2022年6月15日付で、大阪支社（現：関西支社）に異動した。

## ラジオNIKKEIでの担当番組
- 中央競馬実況中継
- うまきんIII
- 日経電子版NEWS
- 気象NEWS全国版
- 地方競馬プラスワン

## NHK時代の担当番組
東京・渋谷 放送総局アナウンス室（1度目）
- あしたをつかめ 平成若者仕事図鑑 - ナレーション

広島局時代
- おはようひろしま（月曜 - 金曜、隔週）
- スポーツ中継

神戸局時代
- ニュースKOBE発

札幌・北見局時代
- スポーツ中継
- ほっとニュース北海道 オホーツク（北見局）

東京・渋谷（2度目）
- スポーツ中継（高校野球、競馬、プロ野球、NFL、スピードスケートなど）

競馬実況は日本ダービー、NHKマイルカップ、菊花賞などを担当。

## 競馬GI実況歴
NHK時代
- 第31回高松宮記念（2001年）[6][7]
- 第6回ジャパンカップダート（2005年）
- 第85回凱旋門賞（2006年）[8]
- 第138回天皇賞（秋）（2008年）
- エリザベス女王杯（2004年（第29回）・2009年（第34回））
- 第132回中山大障害（2009年）
- 第17回NHKマイルカップ（2012年）
- 第33回ジャパンカップ（2013年）
- 第83回日本ダービー（2016年）[9]

ラジオNIKKEI時代
- 高松宮記念（2023年 - ）
- 桜花賞（2025年）
- 天皇賞（春）（2024年 - ）※NHK在局中にパドック実況が2度あり（2005年[10]・2009年[11]）
- 秋華賞（2023年 - ）
- JBCスプリント（2024年）
- 阪神ジュベナイルフィリーズ（2023年 - ）